# Земля здригається (фільм)
Земля здригається (італ. La terra trema) — фільм італійського режисера Лукіно Вісконті за мотивами роману Джованні Вергі «Родина Малавольї».

## Сюжет
Фільм розповідає про сім'ю Валастро, спадкових рибалок, що мешкають у маленькому сицилійському містечку Ачі Трецца. Вони важко працюють, проте їх вилову ледве вистачає, щоб зводити кінці з кінцями, тоді як скупники риби непогано наживаються на чужій праці. Одного разу Антоніо Валастро (актор Антоніо Арчід'яконо), молодик, що встиг побачити світ під час служби на флоті, оголошує, що відтепер його сім'я не матиме ніяких справ зі скупниками і почне свою власну справу. Під заставу будинку вони купують сіль і консервують усю спійману рибу, щоб потім продати її. Проте інші рибалки не наслідували приклад сім'ї Валастро, а впоратися із заведеним порядком самостійно зовсім не просто.

## В ролях
- Лукіно Вісконті, Антоніо П'єтранджелі, Амількаре Петтінеллі — голос за кадром
- В основних ролях задіяні непрофесійні актори:

| Актор                | Роль           |
| -------------------- | -------------- |
| Антоніо Арчідьяконо  | Антоніо        |
| Джузеппе Арчід'яконо | Коло           |
| Неллуччія Джаммона   | Мара           |
| Агнезе Джаммона      | Лучія          |
| Марія Мікале         | мати           |
| Нікола Касторіно     | Нікола         |
| Роза Костанцо        | Недда          |
| Розаріо Гальваньо    | дон Сальваторе |
| Лоренцо Валастро     | Лоренцо        |

## Історія створення
У 1947 році Вісконті разом зі своїми молодими асистентами Франческо Розі і Франко Дзефіреллі прибув на Сицилію, в маленьке рибальське містечко Ачі Трецца, щоб спостерігати за змінами в житті простого народу і заразом зробити екранізацію роману Верги, про що він довго мріяв. Режисер залишився тут на сім місяців, підсумком чого стала епічна розповідь про життя сицилійських рибалок, знята в дусі італійського неореалізму. Планувалося, що це буде перша частина трилогії про життя трудового народу: дві подальші повинні були розповідати про боротьбу сицилійських шахтарів і селян. Проте, у результаті коштів вистачило лише на «епізод біля моря». Усі актори, зайняті у стрічці, були знайдені тут же, на місці подій — це рибалки і їх сім'ї, що розмовляють на своєму місцевому діалекті, не зрозумілому в континентальній Італії. Для пояснення подій і частково для перекладу діалогів персонажів на італійську був записаний дикторський текст.